# دهستان پیشخور
پیشخور، دهستانی از توابع بخش پیشخور شهرستان فامنین در استان همدان ایران است.

## جمعیت
براساس سرشماری سال ۱۳۸۵ جمعیت آن ۶٬۷۲۵ نفر (۱٬۵۴۱ خانوار) بوده‌است.